# Olympus FE-130
Olympus FE-130 (znany też jako X-720) kompaktowy, cyfrowy aparat fotograficzny wyprodukowany przez Olympus Corporation. Pracuje pod standardem USB (mass storage device), jest możliwość rozbudowy pamięci aparatu o kartę XD Picture Card.